# Eduardo Santos
Eduardo Santos (ur. 22 kwietnia 1983) – brazylijski judoka. Olimpijczyk z Pekinu 2008, gdzie zajął siódme miejsce w wadze średniej.
Uczestnik mistrzostw świata w 2013. Startował w Pucharze Świata w 2008, 2009, 2013 i 2014. Brązowy medalista igrzysk Ameryki Południowej w 2010 i drugi w drużynie. Złoty medalista mistrzostw panamerykańskich w 2008 i srebrny w 2009. Wygrał mistrzostwa Ameryki Południowej w 2013 roku. 

## Letnie Igrzyska Olimpijskie 2008
| Konkurencja | Eliminacje        | Eliminacje           | Eliminacje                       | Repasaże               | Repasaże                  | Klas. końcowa |
| Konkurencja | Przeciwnik I      | Przeciwnik II        | 1/4                              | Przeciwnik I           | Przeciwnik II             | Miejsce       |
| ----------- | ----------------- | -------------------- | -------------------------------- | ---------------------- | ------------------------- | ------------- |
| 90 kg       | He Yanzhu (CHN) Z | José Camacho (VEN) Z | Yves-Matthieu Dafreville (FRA) P | Roberto Meloni (ITA) Z | Sergei Aschwanden (SUI) P | 7.            |